# Braylon Edwards
Braylon Jamel Edwards (Detroit, 21 de fevereiro de 1983) é um ex-jogador de futebol americano que atuava como wide receiver na National Football League. Foi escolhido na primeira rodada do Draft de 2005 pelo Cleveland Browns sendo o 3º jogador selecionado no no geral. Jogou futebol americano universitário pela Universidade de Michigan.

## Carreira na NFL

### Cleveland Browns

#### 2005
Edwards começou sua carreira em Cleveland como terceiro wide receiver – ele poderia ter começado melhor mas dificuldades em acertar salário fez ele perder boa parte do training camp. Revelou-se então que Edwards tinha uma infecção e perderia alguns jogos. No meio da temporada ele retornou. Ele estreou na NFL em um jogo contra o Cincinnati Bengals em 11 de setembro e marcou seu primeiro touchdown contra o Green Bay Packers em 18 de outubro. Ele conseguiu 512 jardas e três touchdowns antes de se machucar e perder o restante da temporada. Edwards passou por uma cirurgia na offseason.

#### 2006
Edwards, assim como seu amigo Kellen Winslow, teve um excelente recuperação e se preparou para temporada de 2006. Edwards se tornou o principal recebedor do Browns depois da contusão de Joe Jurevicius naquela temporada. Edwards totalizou então 61 recepções com 884 jardas e 6 touchdowns.

#### 2007
Edwards teve uma excelente temporada em 2007 sendo selecionado ao seu primeiro Pro Bowl, se tornando o primeiro recebedor do Browns a chegar a um Pro Bowl desde Webster Slaughter em 1989. Edwards quebrou o recorde da franquia com 1289 jardas superando Slaughter em 1989 que fez 1236 jardas, e Braylon ainda fez 16 touchdowns. Os 16 touchdowns de Edwards foi a segunda melhor marca da liga só atrás do recorde de Randy Moss que fez 23 touchdowns naquele ano.

#### 2008
Edwards e o Browns lutaram o ano inteiro. O Browns terminou aquela temporada com 4 vitórias e 12 derrotas e Braylon liderou a NFL em dropps com 16.

### New York Jets

#### 2009
Em 7 de outubro, Edwards foi trocado para o New York Jets pelo wide receiver Chansi Stuckey, pelo linebacker Jason Trusnik e duas escolhas de draft.

#### 2010
Braylon Edwards terminou a temporada de 2010 pelo New York com 904 jardas recebidas.

### San Francisco 49ers
Em 4 de agosto de 2011, Edwards assinou um contrato de 1 ano com o San Francisco 49ers por US$1 milhão de dólares. Ele foi dispensado do time em dezembro do mesmo ano.

### Seattle Seahawks
Em 31 de julho de 2012, Edwards assinou por um ano com o Seattle Seahawks. Ele foi dispensado do time cinco meses mais tarde.

### Novamente com os Jets
Edwards acabou então voltando para o New York Jets em 11 de dezembro de 2012.

### Estatísticas
| Ano   | Time          | Jogos | Titular | Recepções | Jardas | Média | TDs |
| 2005  | Cleveland     | 10    | 7       | 32        | 512    | 16    | 3   |
| 2006  | Cleveland     | 16    | 15      | 61        | 884    | 14,5  | 6   |
| 2007  | Cleveland     | 16    | 16      | 80        | 1 289  | 16,1  | 16  |
| 2008  | Cleveland     | 16    | 16      | 55        | 873    | 15,9  | 3   |
| 2009  | Cleveland     | 4     | 4       | 10        | 139    | 13,9  | 0   |
| 2009  | NY Jets       | 12    | 11      | 35        | 541    | 15,5  | 4   |
| 2010  | NY Jets       | 16    | 15      | 53        | 904    | 17,1  | 7   |
| 2011  | San Francisco | 9     | 5       | 15        | 181    | 12,1  | 0   |
| 2012  | Seahawks      | 10    | 1       | 8         | 74     | 9,3   | 1   |
| 2012  | NY Jets       | 3     | 3       | 10        | 125    | 12,5  | 0   |
| Total | -             | 103   | 88      | 359       | 5 522  | 15,4  | 40  |